# Luísa Sobral
Luísa Sobral (Lissabon, 18 september 1987) is een Portugees jazzmuzikant en zangeres. Ze woont in New York en Lissabon.
Voor haar jongere broer Salvador Sobral schreef ze het lied Amar pelos dois, waarmee hij in 2017 het Eurovisiesongfestival won. Bij het afsluiten van het festival zongen ze het nummer samen.
Sobral begon op twaalfjarige leeftijd met het spelen van gitaar, waarbij ze vooral werd beïnvloed door de muziek van haar ouders, die veel naar jazzklassiekers luisterden. Op zestienjarige leeftijd deed ze mee aan de Portugese versie van Idols, waarbij ze de derde plaats behaalde. Hierna ging ze naar Boston om aan het Berklee College of Music te studeren, waar ze in 2009 afstudeerde. In 2011 bracht ze haar debuutalbum The Cherry On My Cake uit. 

## Discografie

### Albums
- 2011 - The Cherry On My Cake
- 2013 - There's A Flower In My Bedroom
- 2014 - Lu-Pi-i-Pi-Sa-Pa
- 2016 - Luísa
- 2018 - Rosa

### Singles
- 2011 - Not There Yet
- 2011 - Xico
- 2013 - Mom Says
- 2016 - My Man
- 2016 - Alone
- 2018 - O Melhor Presente